# Emanuel Sideridis
Emanuel „Manolis“ Sideridis (1. ledna 1951 Brno – prosinec 2023), variantně Emmanuel, byl řecký hudebník, baskytarista, zpěvák a skladatel narozený v Československu. Působil v českých skupinách The Progress Organization a Albatros, hrál i v doprovodné kapele pěveckého dua Martha a Tena. Začátkem 70. let 20. století se přestěhoval do Řecka, kde hrál s místními skupinami a vyučoval na konzervatoři.

## Biografie
Sideridis se narodil v roce 1951 v Brně řeckým rodičům. V mládí se učil hrát na housle a akordeon, poté je, ovlivněn rockovou a popovou hudbou, vyměnil za elektrickou kytaru a následně pod vlivem soulu k baskytaře. Ve svých 15 letech začal hrát na baskytaru v amatérské skupině The Prometheus, později přešel do nově vzniknuvší skupiny The Believers, která hrála rhythm and blues. Ta se ale po roce existence rozpadla, neboť dva její členové emigrovali do Kanady.
V říjnu 1968 se stal baskytaristou nové skupiny The Progress Organization (která se později vyvinula ve skupinu Progres 2). Kapela se v brněnském prostředí stala brzy úspěšnou, například 19. června 1969 hráli na brněnském zimním stadionu jako předkapela americké skupině The Beach Boys. The Progress Organization odehráli celkem 44 koncertů a ve druhé polovině roku 1970 se kvůli nastupující normalizaci rozpadli. Teprve až dodatečně, v lednu 1971, natočili svoje první album Barnodaj, kritikou oceněné jako Deska roku 1972. V roce 1971 byla kapela na několik koncertů krátce obnovena.
Sideridis v roce 1970, společně s dalšími dvěma členy The Progress Organization – Klukou a Sochorem, vstoupil do Skupiny Aleše Sigmunda, která doprovázela duo zpěvaček Marthy a Teny Elefteriadu Martha a Tena. Roku 1971 Kluka a Sochor ze Skupiny odešli, naopak přišel čtvrtý člen bývalých The Progress Organization, Pavel Váně. Emanuel Sideridis zároveň působil ve skupině Albatros a Jazzovém orchestru Gustava Broma.
Ve svých 21 letech, v roce 1972, se přestěhoval do Řecka, kde žil v Soluni, později v Athénách. V Řecku hrál s nejrůznějšími řeckými hudebníky (např. Nikos Papazoglou, Dimos Moutsis či Yorgos Kazantzis), vystupoval v jazzových klubech a vyučoval na soluňské konzervatoři. Hudbu studoval též v Londýně a New Yorku, působil také jako hudební skladatel.
V roce 2008 hrál jako host na dvou koncertech v Brně, které byly uspořádány při 40. výročí založení skupiny The Progress Organization, jež přes vystřídání několika názvů (Barnodaj, Progres 2, Progres-Pokrok) dodnes vystupuje. S Progres 2 hostoval také v roce 2012 i na koncertě ke 45. výročí o rok později.
V roce 2018 vydali Progres 2 album Tulák po hvězdách, na kterém Emanuel Sideridis hostuje jako hráč na kontrabas. Při té příležitosti se také zúčastnil výročních koncertů k 50 letům existence kapely.
Zemřel v prosinci 2023.

## Diskografie

### S The Progress Organization / Progres 2
- 1970 – Klíč k poznání (EP)
- 1971 – Barnodaj (album)
- 2008 – Progres Story 1968–2008 (živé album z roku 2008)
- 2008 – Progres Story 1968–2008 (živé DVD z roku 2008)
- 2016 – Live (živé album a DVD nahrané v roce 2008)
- 2018 – Tulák po hvězdách (album, jako host)

### S Marthou a Tenou
- 1970 – Dál než slunce vstává (album)
- 1971 – „Sulejmon“ (singl)
- 1971 – „Talisman“ (singl)
- 1971 – Hrej dál (album)

### S Albatrosem
- 1970 – Bob Frídl/Albatros (EP)
- 1971 – „Albatros“ (singl)